# Всемирная торговая организация
Всеми́рная торго́вая организа́ция (ВТО; англ. World Trade Organization (WTO), фр. Organisation mondiale du commerce (OMC), исп. Organización Mundial del Comercio) — интеграционная организация, созданная 1 января 1995 года с целью либерализации международной торговли и регулирования торгово-политических отношений государств-членов. ВТО образована на основе Генерального соглашения по тарифам и торговле (ГАТТ), заключённого в 1947 году и на протяжении почти 50 лет фактически выполнявшего функции международной организации, но не являвшегося тем не менее международной организацией в юридическом смысле.
ВТО отвечает за разработку и внедрение новых торговых соглашений, а также следит за соблюдением членами организации всех соглашений, подписанных большинством стран мира и ратифицированных их парламентами. ВТО строит свою деятельность, исходя из решений, принятых в 1986—1994 годах в рамках Уругвайского раунда и более ранних договорённостей ГАТТ. Обсуждения проблем и принятие решений по глобальным проблемам либерализации и перспективам дальнейшего развития мировой торговли проходят в рамках многосторонних торговых переговоров (раунды). К настоящему времени проведено 8 раундов таких переговоров, включая Уругвайский, а в 2001 году стартовал девятый в Дохе, Катар. Организация пытается завершить переговоры по Дохийскому раунду переговоров, который был начат с явным акцентом на удовлетворение потребностей развивающихся стран. По состоянию на декабрь 2012 года будущее раунда переговоров в Дохе остаётся неопределённым: программа работы состоит из 21 части, а первоначально установленный окончательный срок 1 января 2005 года был давно пропущен. В ходе переговоров возник конфликт между стремлением к свободной торговле и стремлением множества стран к протекционизму, особенно в плане сельскохозяйственных субсидий. До сих пор эти препятствия остаются главными и мешают любому прогрессу для запуска новых переговоров в рамках Дохийского раунда. По состоянию на июль 2012 года, существуют различные группы переговоров в системе ВТО для решения текущих вопросов в плане сельского хозяйства, что приводит к застою в самих переговорах.
Штаб-квартира ВТО расположена в Женеве, Швейцария. Глава ВТО (генеральный директор) — по состоянию на 2021 г. — Нгози Оконджо-Ивеала, в штате самой организации около 600 человек.
Правила ВТО предусматривают ряд льгот для развивающихся стран. В настоящее время развивающиеся страны — члены ВТО имеют (в среднем) более высокий относительный уровень таможенно-тарифной защиты своих рынков по сравнению с развитыми. Тем не менее, в абсолютном выражении общий размер таможенно-тарифных санкций в развитых странах гораздо выше, вследствие чего доступ на рынки продукции высокого передела из развивающихся стран серьёзно ограничен.
Правила ВТО регулируют только торгово-экономические вопросы. Попытки США и ряда европейских стран начать дискуссию об условиях труда (что позволило бы считать недостаточную законодательную защиту работников конкурентным преимуществом) были отвергнуты из-за протестов развивающихся стран, которые утверждали, что такие меры только ухудшат благосостояние работников в связи с сокращением числа рабочих мест, снижением доходов и уровня конкурентоспособности.

## История ВТО
Возрастающая роль мировой торговли заставила индустриальные страны уже в XIX веке поддерживать на международном уровне ограниченную кооперацию по вопросам таможенных пошлин. Разразившийся в 1929 году глобальный экономический кризис и попытки его преодоления в отдельных развитых странах путём прямой защиты внутреннего рынка высокими таможенными пошлинами от иностранного импорта показали, что при возрастающих объёмах внешней торговли необходима её институционализация и наднациональное регулирование в признанных международно-правовых рамках.
Экономическим фундаментом требований либерализации внешней торговли служит экономическая теория сравнительного преимущества, разработанная в начале XIX века Давидом Рикардо.
Идея создания международной организации, призванной регулировать международную торговлю, возникла ещё до окончания Второй мировой войны. В основном усилиями США и Великобритании в 1944 году на Бреттон-Вудской конференции были основаны Международный валютный фонд и Международный банк реконструкции и развития. Третьей опорой нового экономического порядка наряду с упомянутыми организациями предполагалось создание Международной торговой организации (МТО). Для этого в 1946 году в Гаване была созвана международная конференция по торговле и занятости, которая и должна была выработать материально-правовые рамки международного соглашения о снижении тарифов, предложить заинтересованным странам устав этой организации, взять на себя координирующую роль в вопросах упрощения внешней торговли и снижения таможенного бремени на пути товаров из страны в страну. Уже в октябре 1947 года было подписано Генеральное соглашение о тарифах и торговле (ГАТТ), которое первоначально рассматривалось лишь как часть всеобъемлющего соглашения в рамках новой международной торговой организации. Это соглашение, рассматриваемое как временное, вступило в силу 1 января 1948 года.
СССР не был приглашён к участию в Гаванской конференции, так как отказался быть участником МВФ и МБРР. Советское правительство опасалось того, что большое влияние, которое имели США в этих организациях, и начало противостояния между идеологическими блоками (Холодная война) не позволят в должной степени учитывать интересы СССР в рамках этих организаций.
Конгресс США, однако, неожиданно отказался от ратификации Устава МТО, несмотря на то, что Соединённые Штаты были главной движущей силой организации МТО, и ГАТТ, первоначально временное соглашение, продолжало действовать без всякой организационной структуры, которой должна была стать МТО.
В последующие годы ГАТТ, хотя и в урезанном от первоначально задуманного виде, оказался достаточно эффективной системой, в рамках которой средняя таможенная пошлина снизилась с 40 % к моменту подписания соглашения в середине 1940-х годов до 4 % в середине 1990-х годов. С целью снижения прямых таможенных пошлин и скрытых, так называемых нетарифных, ограничений на ввоз продукции из-за рубежа в рамках ГАТТ регулярно проводились раунды переговоров между странами-участницами.
Так называемый Уругвайский раунд переговоров, длившийся с 1986 по 1994 год, был наиболее успешным. В результате долгих переговоров в 1994 году в Марракеше было подписано соглашение о создании ВТО, вступившее в силу 1 января 1995 года. Страны-участницы достигли согласия о том, что в рамках этой организации будет не только регулироваться торговля товарами (что являлось предметом ГАТТ уже с 1948 года), но и в связи со все возрастающей ролью услуг в постиндустриальном обществе и их растущей долей в мировой торговле (на начало XXI века — около 20 %) принято Генеральное соглашение о торговле услугами (ГАТС), регулирующее эту область внешней торговли. Также в рамках Марракешского соглашения было принято Соглашение по торговым аспектам прав интеллектуальной собственности (TRIPs), регулирующее торговые вопросы прав на результаты интеллектуальной деятельности и являющееся неотъемлемой частью правового фундамента ВТО.
Таким образом, спустя почти 50 лет после неудачных попыток создания международной организации и существования временной конструкции ГАТТ, регулирующей вопросы внешней торговли, с 1 января 1995 года ВТО приступила к работе.
Осенью 2001 года в столице Катара Дохе был начат Дохийский раунд переговоров ВТО о дальнейшей либерализации мировой торговли. Среди включённых в него вопросов — либерализация мировой торговли аграрной продукцией, в том числе снижение тарифов и отмена субсидий, финансовые услуги и защита интеллектуальной собственности. Однако переговоры затягиваются, во многом из-за проблемы доступа к несельскохозяйственным рынкам. Развитые страны хотят получить больше доступа к промышленному сектору развивающихся стран, последние, в свою очередь, опасаются, что это может привести к снижению темпов экономического роста.
Россия вступила во Всемирную торговую организацию и стала её 156-м членом 22 августа 2012 года.

## Цели и принципы ВТО
Задачей ВТО провозглашено не достижение каких-либо целей или результатов, а установление общих принципов международной торговли. Согласно декларации, работа ВТО, как и ГАТТ до него, опирается на основные принципы, среди которых:
- Равные права. Все члены ВТО обязаны предоставлять всем другим членам режим наибольшего благоприятствования в торговле (РНБ). Принцип РНБ означает, что преференции, предоставленные одному из членов ВТО, автоматически распространяются и на всех остальных членов организации в любом случае[7] .
- Взаимность. Все уступки в ослаблении двусторонних торговых ограничений должны быть взаимными, устранение «проблемы безбилетника»[8].
- Прозрачность. Члены ВТО должны полностью публиковать свои торговые правила и иметь органы, отвечающие за предоставление информации другим членам ВТО[9].
- Создание действующих обязательств. Обязательства по торговым тарифам стран регулируются в основном органами ВТО, а не взаимоотношениями между странами. А в случае ухудшения условий торговли в какой-нибудь стране в конкретном секторе, ущемлённая сторона может требовать компенсаций в других секторах[8].
- Защитные клапаны. В некоторых случаях правительство вправе вводить торговые ограничения. Соглашение ВТО позволяет членам принимать меры не только для защиты окружающей среды, но и для поддержки здравоохранения, здоровья животных и растений.

Есть три типа деятельности в этом направлении:
- Статьи, позволяющие использовать торговые меры для достижения неэкономических целей;
- Статьи, направленные на обеспечение «справедливой конкуренции». Члены не должны использовать природоохранные мероприятия в качестве средства маскировки протекционистской политики;
- Положения, допускающие вмешательство в торговлю по экономическим причинам[9].

Исключения из принципа РНБ также составляют развивающиеся и наименее развитые страны, имеющие льготный режим в ВТО, региональные зоны свободной торговли и таможенные союзы.

## Организационная структура ВТО
Официальным высшим органом организации является Министерская конференция ВТО, которая собирается не реже, чем один раз в два года. За время существования ВТО было проведено одиннадцать таких конференций, практически каждая из которых сопровождалась активными протестами со стороны противников глобализации.
Во главе организации стоит Генеральный директор с соответствующим подчинённым ему советом. В подчинении Совета состоит специальная комиссия по торговой политике стран-участниц, призванная следить за выполнением ими своих обязательств в рамках ВТО. Кроме общих исполнительных функций, Генеральный Совет руководит ещё несколькими комиссиями, созданными на основании заключённых в рамках ВТО соглашений. Самыми важными из них являются: Совет по товарной торговле (так называемый Совет-ГАТТ), Совет по торговле услугами и Совет по вопросам торговых аспектов прав интеллектуальной собственности. Кроме того, в подчинении Генерального Совета состоит множество других комитетов и рабочих групп, призванных снабжать высшие органы ВТО информацией о развивающихся странах, бюджетной политике, финансово-бюджетных вопросах и так далее.

### Орган по разрешению споров
В соответствии с принятой «Договорённостью о правилах и процедурах, регулирующих разрешение споров», возникающих между государствами — участниками ВТО, урегулированием разногласий занимается Орган по разрешению споров (ОРС). Этот квазисудебный институт призван беспристрастно и эффективно разрешать противоречия между сторонами. Де-факто его функции выполняет Генеральный совет ВТО, который принимает решения на основе докладов третейских групп, занимающихся тем или иным спором. За истёкшие после основания ВТО годы ОРС был вынужден много раз решать сложные, нередко достаточно политизированные торговые проблемы между влиятельными государствами — участниками ВТО. Многие решения ОРС за истёкшие годы воспринимаются неоднозначно.

### Отдельные решения
Некоторые решения Комиссии по Урегулированию споров Всемирной торговой организации, вызвавшие большой общественный резонанс:
- Решение 1992 года в рамках ГАТТ в отношении закона США, регулирующего импорт тунца. Американский закон о защите морских млекопитающих запрещал импорт рыбы, выловленной с применением определённого вида сетей, при применении которого гибли дельфины. Закон применялся как к американским, так и к иностранным продавцам рыбы и по мнению правительства США ставил перед собой «легитимную цель» защиты окружающей среды. Мексика, как страна, в которой применялся этот способ ловли тунца, подала жалобу на этот закон, аргументируя тем, что он нарушает соглашения о свободной торговле и представляет собой запрещённое в рамках ГАТТ нетарифное ограничение. Предшественник Комиссии действительно признал этот закон не соответствующим нормам свободной торговли и указал на то, что американское правительство хотя и преследовало оспариваемым запретом легитимную цель защиты дельфинов, однако эта цель могла быть достигнута иными, не ущемляющими другие страны методами[10].
- Похожий спор по отношению к закону, запрещавшему импорт креветок в США, выловленных методом, опасным для морских черепах, был вынесен на рассмотрение Комиссии уже в рамках ВТО в 2000 году. Азиатские страны (Индия, Пакистан, Малайзия и Таиланд), использовавшие этот метод ловли, придерживались мнения о том, что подобные ограничения импорта в США являются ничем иным как «зелёным протекционизмом», за которым на самом деле стоит желание развитых стран ограничить ввоз дешёвого импорта, а экологические обоснования являются всего лишь предлогом. Рассматривая это дело, Комиссия хотя и признала в мотивировочной части своего решения возможность того, что меры по охране окружающей среды могут теоретически являться легитимной причиной для ограничения импорта определённых товаров, однако в конкретном случае закон о запрете ввоза креветок, по её мнению, не соответствует нормам ВТО, и США предписывается его отменить[11].
- Основную часть торговых споров в рамках ВТО составляют споры между крупнейшими субъектами международной торговли — Европейским союзом и США. Так, например, получил широкую огласку конфликт относительно введённых в США в марте 2002 года высоких пошлин на импорт европейской стали с целью поддержки американской сталелитейной отрасли. Европейский союз расценил это как запрещённую нормами ВТО дискриминацию и оспорил эти меры жалобой в Комиссию, которая признала меры по защите американского рынка нарушающими правила ВТО. США вынуждены были отменить дискриминационные пошлины.

## Вступление и членство в ВТО
В ВТО 164 участника, в том числе: 160 международно-признанных государств — членов ООН, частично признанный Тайвань, 2 зависимые территории (Гонконг и Макао) и Европейский союз. Для вступления в ВТО государство должно подать меморандум, посредством которого ВТО рассматривает торговую и экономическую политику касающейся организации.

### Постсоветские страны и ВТО
Постсоветские страны таким образом присоединялись к ВТО:
- Кыргызстан, 20 декабря 1998 года (133-й член ВТО).
- Латвия, 10 февраля 1999 года (134-й член ВТО).
- Эстония, 13 ноября 1999 года (135-й член ВТО).
- Грузия, 14 июня 2000 года (137-й член ВТО).
- Литва, 31 мая 2001 года (141-й член ВТО).
- Молдова, 26 июля 2001 года (142-й член ВТО).
- Армения, 5 февраля 2003 года (145-й член ВТО).
- Украина, 16 мая 2008 года (152-й член ВТО)[14].
- Россия, 22 августа 2012 года (156-й член ВТО).
- Таджикистан, 2 марта 2013 года (159-й член ВТО).
- Казахстан, 30 ноября 2015 года (162-й член ВТО).

За рамками ВТО остаются четыре постсоветских страны: Азербайджан, Беларусь, Туркменистан и Узбекистан.

##### Туркменистан
В 2013 году Туркменистан выступил с инициативой о вступлении в ВТО. В мае 2020 года правительство Туркменистана подало заявку в секретариат ВТО о получении статуса наблюдателя и получила этот статус, а 22 июля 2020 года с условием инициирования процесса вступления в ВТО в течение следующих пяти лет.

##### Республика Беларусь
В 2016 году Беларусь начала активные переговоры по вступлению в ВТО.

##### Узбекистан
В июле 2020 года состоялось четвёртое заседание Рабочей группы по вступлению Узбекистана в ВТО — почти через 15 лет после последнего официального заседания, а в 2023 году состоялось шестое.

### Переговоры о присоединении России к ВТО
Переговоры о вступлении России во Всемирную торговую организацию велись 18 лет, с 1993 по 2011 год.
По итогам переговоров подготовлен Доклад Рабочей группы по присоединению Российской Федерации к Всемирной торговой организации от 16 ноября 2011 года № WT/ACC/ RUS/70, WT/MIN(11)/2.

#### Акт о присоединении России к ВТО
16 декабря 2011 года — в Женеве подписан Протокол «О присоединении Российской Федерации к Марракешскому соглашению об учреждении Всемирной торговой организации от 15 апреля 1994 г.».
7 июня 2012 года — в Госдуме РФ зарегистрирован законопроект № 89689-6 «О ратификации Протокола о присоединении Российской Федерации к Марракешскому соглашению об учреждении Всемирной торговой организации от 15 апреля 1994 г.».
10 июля 2012 года — законопроект принят Государственной Думой.
18 июля 2012 года — законопроект одобрен Советом Федерации.
21 июля 2012 года — закон подписан президентом Российской Федерации.
23 июля 2012 года — Федеральный закон от 22 июля 2012 года № 126-ФЗ «О ратификации Протокола о присоединении Российской Федерации к Марракешскому соглашению об учреждении Всемирной торговой организации от 15 апреля 1994 г.» опубликован в «Российской газете» № 166, на «Официальном интернет-портале правовой информации», в Собрании законодательства Российской Федерации № 30 ст. 4177.
3 августа 2012 года — Федеральный закон от 21 июля 2012 года № 126-ФЗ «О ратификации Протокола о присоединении Российской Федерации к Марракешскому соглашению об учреждении Всемирной торговой организации от 15 апреля 1994 г.» вступил в силу (по истечении 10 дней после дня его официального опубликования).
22 августа 2012 года — согласно сообщению Паскаля Лами — Генерального директора ВТО, Россия с порядковым номером 156 включена в официальный список стран — участниц ВТО.

#### Официальные отчёты о результатах присоединения России к ВТО
Отчёт Счётной Палаты РФ "О промежуточных результатах экспертно-аналитического мероприятия «Анализ мер, принимаемых органами государственной власти по выполнению обязательств и реализации прав Российской Федерации, связанных с присоединением к ВТО, по оценке влияния норм и правил ВТО на бюджетную систему и отрасли экономики» (исследуемый период: 2012 год. Сроки проведения исследования: с 22 мая 2012 года по 29 марта 2013 года).

#### Цели вступления России в ВТО
Основными целями вступления России в ВТО являются:
- получение лучших условий для доступа отечественных товаров на зарубежные рынки;
- возможность разрешения торговых споров с помощью международных механизмов;
- привлечение инвестиций извне, в результате создания благоприятного климата для них и приведения законодательства в соответствие с нормами ВТО;
- увеличение возможностей доступа отечественных инвесторов на международной арене, в частности в банковской сфере;
- формирование благоприятных условий для улучшения качества и конкурентоспособности российских товаров и услуг в результате роста импорта;
- участие в формировании международных правил торговли с учётом национальных интересов;
- улучшение имиджа страны как полноправного участника международного товарооборота[26].

## Выход из ВТО
Статья XV Устава ВТО гласит:

Любой член может выйти из настоящего Соглашения. Такой выход распространяется как на настоящее Соглашение, так и на Многосторонние торговые соглашения и вступает в силу после истечения шести месяцев с даты получения Генеральным директором ВТО письменного уведомления о выходе.— Устав ВТО
В то же время данная процедура сама по себе не расписана и, соответственно, не предусмотрена, за исключением этого положения из устава, а соответственно, может сопровождаться санкциями со стороны ВТО.
Несмотря на заявления Белого дома о возможном выходе США из ряда соглашений ВТО, звучавшие в феврале 2020 года, по состоянию на 2020 год ни одно из государств — членов ВТО не высказывало намерений покинуть ряды этой организации.

## Критика
Заявленная цель ВТО — распространение идей и принципов свободной торговли и стимуляция экономического роста. Критики считают, что свободная торговля не делает жизнь большинства более процветающей, а лишь приводит к дальнейшему обогащению уже богатых (как стран, так и личностей). Договоры ВТО также обвинялись в частичном несправедливом приоритете транснациональным корпорациям и богатым странам.
Хотя тарифы и другие торговые барьеры были значительно снижены благодаря ГАТТ и ВТО, обещание о том, что свободная торговля ускорит экономический рост, сократит бедность и увеличит доходы людей, было поставлено под сомнение многими критиками. Некоторые видные скептики приводят в пример Сальвадор. В начале 1990-х годов они устранили все количественные барьеры для импорта, а также снизили тарифы. Однако экономический рост страны оставался слабым. С другой стороны, Вьетнам, который начал реформировать свою экономику только в конце 1980-х годов, добился большого успеха, решив следовать экономической модели Китая и медленно проводить либерализацию наряду с внедрением гарантий для внутренней торговли. Вьетнам в значительной степени преуспел в ускорении экономического роста и сокращении бедности без немедленного устранения существенных торговых барьеров.
Экономист Ха-Джун Чанг утверждает, что в неолиберальных убеждениях относительно свободной торговли существует «парадокс», поскольку экономический рост развивающихся стран был выше в период 1960—1980-х годов по сравнению с периодом 1980—2000-х годов, хотя их торговая политика сейчас намного либеральнее, чем раньше. Кроме того, существуют результаты исследований, которые показывают, что новые страны активно снижают торговые барьеры только после того, как значительно разбогатели. Исходя из результатов исследования, критики ВТО утверждают, что либерализация торговли не гарантирует экономического роста и уж тем более не сокращает масштабы бедности.
Критики также высказывают мнение, что выгоды, получаемые от облегчённой ВТО свободной торговли, распределяются неравномерно. Эта критика обычно подкрепляется историческими отчётами о результатах переговоров или данными, показывающими, что разрыв между богатыми и бедными продолжает увеличиваться, особенно в Китае и Индии, где экономическое неравенство в то время росло, несмотря на очень высокий экономический рост. Кроме того, подходы ВТО, направленные на снижение торговых барьеров, могут нанести ущерб развивающимся странам. Есть опасения, что слишком ранняя либерализация торговли без каких-либо заметных внутренних барьеров может загнать развивающиеся экономики в ловушку в первичном секторе, который часто не требует квалифицированной рабочей силы. И когда эти развивающиеся страны решают развивать свою экономику с помощью индустриализации, преждевременный рост отечественной промышленности не может немедленно взлететь, как ожидалось, что затрудняет конкуренцию с другими странами, промышленность которых более развита. Кроме того либерализация торговли в рамках ВТО является лишь частичной, что подтверждается действующими в мире прочими соглашениями о свободной торговле и торговыми союзами (Зона свободной торговли СНГ, МЕРКОСУР, Соглашения Европейского союза о свободной торговле и др.), что само по себе указывает на то, что торговые преференции отдельных стран в союзах и соглашениях могут быть гораздо больше и значительнее, что лишь подчёркивает неравноправие в мировой торговле, которое ВТО стремится устранить.
Фактически вступление тех или иных стран в ВТО выгодно не столько этим странам, сколько наиболее развитым странам мира, которые получают от вступления третьих стран торговые преференции для своих товаров и довольно быстро осваивают новые рынки, что, как правило, не может быть предотвращено правительствами развивающихся стран, обладающих намного менее развитой экономикой и, соответственно, куда менее конкурентоспособными товарами.
В частности, деятельность ВТО часто подвергается критике и осуждению со стороны антиглобалистов.
Вопреки заявленным целям, членство в ВТО не защищает страны-участники от наложения политически мотивированных односторонних экономических санкций, например, санкции США против Кубы. Фактически механизмы предотвращения односторонних санкций (либо противодействия уже действующим санкциям) является решением не ВТО, как организации, а стран — членов ВТО (или даже объединений, таких как ЕС), которые сами могут не выполнять взятые на себя обязательства и блокировать рассмотрения споров в арбитражах. С другой стороны, членство страны в ВТО при наложении на страну санкций приводит к тому, что режим наибольшего благоприятствования в торговле со стороны третьих стран (не применяющих санкции и не следующих санкциям третьих стран) сохраняется, что само по себе создаёт механизмы обхода санкций.

## Генеральные директора
Главами ВТО являлись:
- Питер Сазерленд, 1995;
- Ренато Руджеро, 1995—1999;
- Майк Мур, 1999—2002;
- Супачаи Панитчпакди, 2002—2005;
- Паскаль Лами, 2005—2013;
- Роберту Азеведу, 2013—2020[35];
- Нгози Оконджо-Ивеала, 2021 — н. в.[36].

После досрочной отставки Роберту Азеведу в августе 2020 года пост генерального директора временно не был занят, шёл процесс выбора из нескольких кандидатов. Наибольшую поддержку получила министр финансов Нигерии Нгози Оконджо-Ивеала. Однако администрация Дональда Трампа поддерживала другого кандидата — представителя Южной Кореи Ю Мунг Хи. После ухода Трампа с поста президента США, Ю Мунг Хи сняла свою кандидатуру. Администрация Байдена сняла возражения против кандидатуры Нгози Оконджо-Ивеала. После утверждения на должность она стала первой в истории женщиной и одновременно первым представителем Африки во главе ВТО.
Главами предшественницы ВТО, ГАТТ, были:
- Эрик Уиндхем Уайт, 1948—1968;
- Оливер Лонг, 1968—1980;
- Артур Данкел, 1980—1993;
- Питер Сазерленд, 1993—1995.